# Ліпова (Опольський повіт)
Ліпова (пол. Lipowa, нім. Neuleipe) — село в Польщі, у гміні Домброва Опольського повіту Опольського воєводства.
Населення — 151 особа (2011).

## Демографія
Демографічна структура станом на 31 березня 2011 року:
|          | Загалом | Допрацездатний вік | Працездатний вік | Постпрацездатний вік |
| -------- | ------- | ------------------ | ---------------- | -------------------- |
| Чоловіки | 81      | 18                 | 59               | 4                    |
| Жінки    | 70      | 14                 | 38               | 18                   |
| Разом    | 151     | 32                 | 97               | 22                   |